# Chang'an UNI-T
 (juillet 2020).
La Chang'an UNI-T (chinois : 长安UNI-T ; pinyin : Chángān UNI-T) est un crossover compact produit par le constructeur automobile chinois Chang'an Automobile depuis 2020.

## Histoire
Chang'an a montré un premier aperçu de l'UNI-T au salon de l'automobile de Shanghai en avril 2017 avec le concept car Yuyue Concept. Le modèle de production devait être présenté au salon international de l'automobile de Genève en mars 2020. Cependant, le salon a été annulé le 28 février 2020 en raison de la pandémie de COVID-19, c'est pourquoi Chang'an a finalement présenté l'Uni-T en Chine fin mars 2020. Le modèle est arrivé sur le marché chinois en juin 2020.

## Données techniques
Lors du lancement sur le marché, l'UNI-T est propulsé par un moteur essence de 1,5 litre suralimenté de 132 kW (179 ch) et 300 N m de couple. Un moteur essence plus puissant de deux litres devrait suivre plus tard, selon le fabricant.